# Эдмондсон, Александер
Александер Эдмондсон (англ. Alexander Edmondson, род. 22 декабря 1993 в Мири, Малайзия) — австралийский профессиональный шоссейный и трековый велогонщик, выступающий с 2016 года за команду Mitchelton-Scott. Серебряный призёр Олимпийских игр 2016 года в командной гонке преследования на треке. Трёхкратный Чемпион мира на треке. Чемпион Игр Содружества 2014 года. Бронзовый призёр Чемпионат мира 2016 года на шоссе в командной гонке. Многократный Чемпион Австралии на треке. Чемпион Австралии в групповой гонке.

## Достижения

### Шоссе

#### Выступления
2013
3-й — Tour of Gippsland
1-й на этапах 3 и 8
2-й — Tour of the Great South Coast
1-й на этапе 9
2-й — Tour of the Murray River
1-й на этапах 6 и 7
1-й на этапе 2 — Tour of Tasmania
2014
1-й на этапе 6 — Tour of Gippsland
2-й — Melbourne to Warrnambool Classic
2015
1-й — Trophée Antonietto Rancilio
1-й — Тур Фландрии U-23
2-й — Чемпионат Австралии U-23 в групповой гонке
2-й — Melbourne to Warrnambool Classic
5-й — Чемпионат Австралии U-23 в индивидуальной гонке
2016
2-й — Dwars door de Vlaamse Ardennen
3-й — Париж — Аррас
3-й  — Чемпионат мира в командной гонке
2018
- 1-й —  Чемпион Австралии в групповой гонке

## Статистика выступлений наГранд Турах
| Гранд-Тур       | 2017 | 2018 | 2020 |
| --------------- | ---- | ---- | ---- |
| Джиро д'Италия  | НФ   | —    | —    |
| Тур де Франс    | —    | —    | —    |
| Вуэльта Испании | —    | 155  | 135  |

- Тур де Франс
  - Участие:0

- Джиро д'Италия
  - Участие:1
    - 2017: сход на этапе 16

- Вуэльта Испании
  - Участие:2
    - 2018: 155
    - 2020: 135